# Minami-ku
Minami-ku (南区, Minami-ku) is een van de vier wijken van de stad Okayama in de prefectuur Okayama in Japan. Op 1 oktober 2009 had de wijk 170.414 inwoners. De bevolkingsdichtheid bedroeg 1340 inw./km². De wijk beslaat een  oppervlakte van 127,45 km². De wijk werd opgericht toen de stad Okayama op 1 april 2009 een decretaal gedesigneerde stad werd.

## Verkeer

### Luchthaven
- Luchthaven Kōnan

### Weg

#### Autoweg
- Autoweg 2 naar Kitakyushu of Osaka
- Autoweg 30 naar Kita-ku of Takamatsu

### Trein
- JR West

■Uno-lijn (Seto-Ōhashi-lijn) :(Kita-ku) - Station Bizen-Nishiichi - Station Senoo - Station Bitchū-Mishima - (Hayashima - Kurashiki)- Station Hikosaki - Station Bizen-Kataoka - Station Hazakawa- (Tamano)
■ Honshi-Bisan-lijn (Seto-Ōhashi-lijn) :(Kurashiki) - Station Uematsu - (Kurashiki)

### Bus en tram
- Shimotsui Dentetsu